# Alexandre Lazursky
Alexandre Lazursky (em russo:  Александр Лазурский; Pereiaslave, 12 de abril de 1874 - 12 de março de 1917) foi um psicólogo e psiquiatra russo que se dedicou ao estudo psicológico da personalidade e à pesquisa dos métodos particularmente adaptados a esse assunto. Foi um estudioso da psicologia das diferenças individuais. Detinha um conhecimento bastante vasto e erudito da evolução da psicologia científica de sua época. Foi um dos primeiros psicólogos a trabalhar com testes psicológicos no Instituto de Psiconeurologia de São Petersburgo, sob a direção de Wladimir Bechterew.

## Biografia
Alguns anos depois de seu nascimento, mudou-se para Lubni com a família. Em 1891, concluiu seus estudos no liceu, recebendo uma medalha de ouro por seu brilhante desempenho acadêmico. Neste mesmo ano, ingressou na academia médica militar de São Petersburgo. Inicialmente, interessou-se pelo estudo da anatomia do cérebro e as relações entre os processos mentais e os movimentos musculares, começando por propor uma analogia entre os processos mentais e fisiológicos com a personalidade.
Em 1894, começou a conciliar a carreira médica com a carreira científica, decidindo especializar-se em psiquiatria e neurologia e demonstrando um significativo interesse pela psicologia, dedicando muitos de seus estudos às investigações das características psicológicas  individuais. Iniciou seus estudos no Doutorado em 1898, tendo alcançado em 1900 o grau de Doutor em Medicina, defendendo uma tese que propunha abordar a influência do trabalho muscular na velocidade dos processos mentais. Entre 1901 e 1902, realizou estudos e pesquisa fora da Rússia, tendo estado no laboratório de psicologia de Willian Wundt, em Leipzig, Alemanha. Esta experiência levou Lazursky a sentir-se ainda mais entusiasmado e confiante para continuar seus estudos sobre as diferenças individuais.

## Método da Experimentação Natural
Lazursky interessou-se pela área educacional, desenvolvendo propostas de atividades para serem realizadas com os alunos no contexto escolar de forma que o educador pudesse observá-los, avaliá-los e, também auxiliá-los no desenvolvimento como um todo. Acreditava que seu método permitia ao professor "olhar mais profundo sobre a vida psíquica dos alunos com as ferramentas que estão sempre em suas mãos." Este seu método de estudo da personalidade, que denominou de Experimentação Natural, parte do pressuposto de que se deve oferecer ao educando (seja ele criança ou adolescente) um ambiente rico em estímulos, de forma que esse sujeito possa circular livremente e escolher, baseado em seus interesses, quais atividades irá desenvolver. E, a partir das escolhas feitas e da forma como esse sujeito se mostrar ao longo das atividades (que devem ser mais naturais e espontâneas), o educador deverá observar de forma metódica e sistemática a atividade do sujeito e poderá traçar um gráfico que indicará o seu perfil de personalidade. Partia da premissa de que a observação dos sujeitos em atividades espontâneas escolhidas ativamente por ele favoreceria uma maior visibilidade de suas inclinações psicológicas. Lazursky identificou que o comportamento da criança revelava aspectos de sua personalidade.

## Principais obras publicadas
- "Características da escola". São Petersburgo, 1908.
- "Capacidade mental como uma função biológica básica". Estudos de Filosofia e Psicologia, 1910.
- "Personalidade e formação: Experiência Natural e uso escolar". São Petersburgo, 1918. pp. 182–190.
- "A classificação dos indivíduos". 1923.
- "Psicologia geral e experimental". 1925.